# Efferia similis
Efferia similis är en tvåvingeart som först beskrevs av Samuel Wendell Williston  1885.  Efferia similis ingår i släktet Efferia och familjen rovflugor. Inga underarter finns listade i Catalogue of Life.